# 38246 Palupin
38246 Palupin este o planetă minoră (asteroid), cu un diametru de 3,461 km, din centura de asteroizi. A fost descoperită pe 14 august 1999 la Observatorul Kleť de Jana Tichá⁠(d). 
Obiectul prezintă o orbită caracterizată de o semiaxă mare de 2,6065758 UAi, o excentricitate de 0,07, o înclinație de 8,9749 ° în raport cu ecliptica.